# Těchoraz (Červená Řečice)
Těchoraz (německy Tiechoras) je malá vesnice, část města Červená Řečice v okrese Pelhřimov. Nachází se 4 km na jihovýchod od Červené Řečice a 6 km severně od Pelhřimova. V roce 2009 zde bylo evidováno 49 adres. V roce 2001 zde trvale žilo 44 obyvatel.
Těchoraz je také název katastrálního území o rozloze 5,62 km2.
V centru vsi se nachází kaple a výklenková kaplička, požární zbrojnice a rybník.
Jižní hranici katastru tvoří potok Hejlovka.
Východně od vsi vede zelená turistická značka kolem hospodářského dvora Těchorázek s památným křížem.

## Galerie

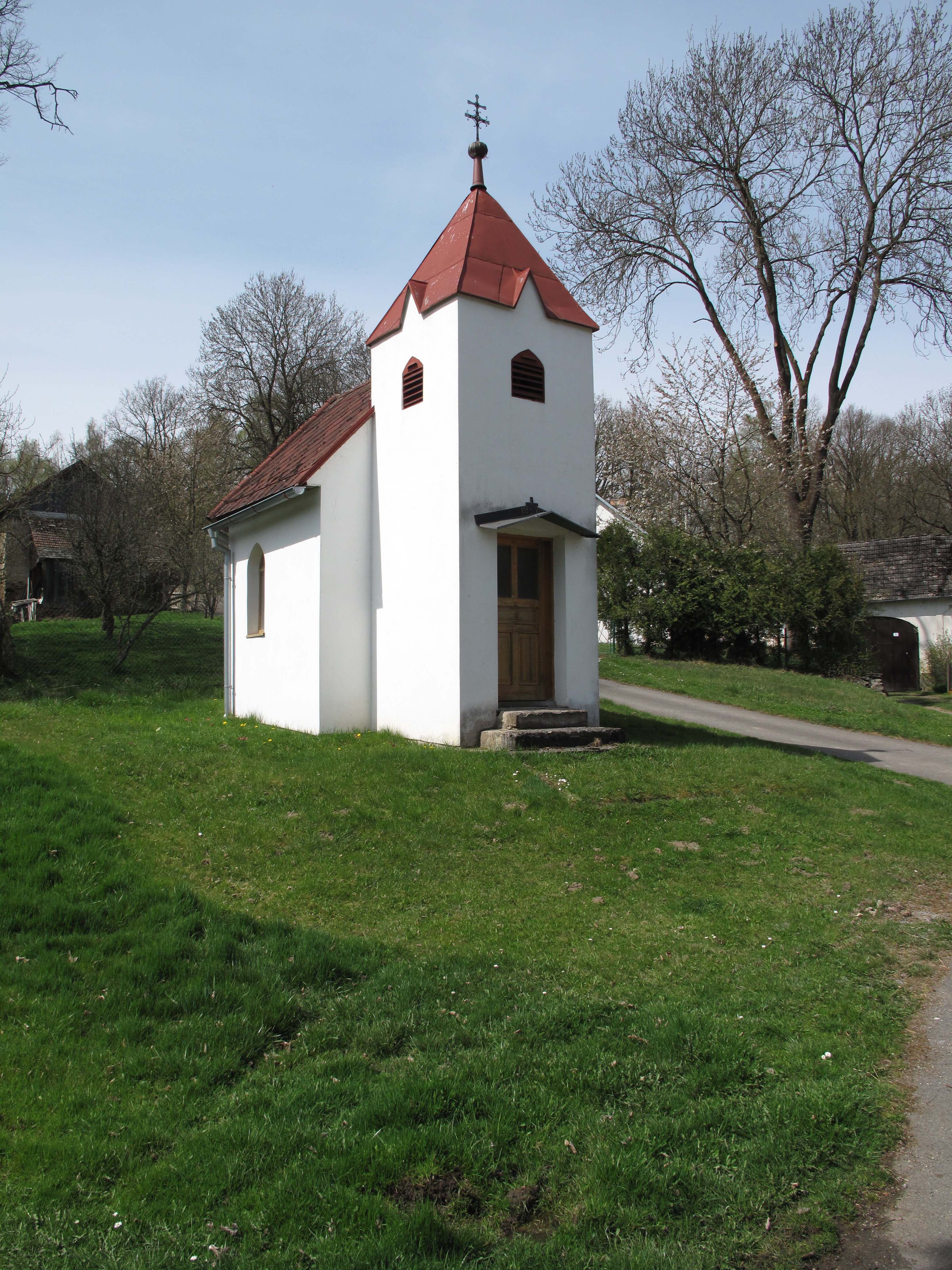
Kaplička
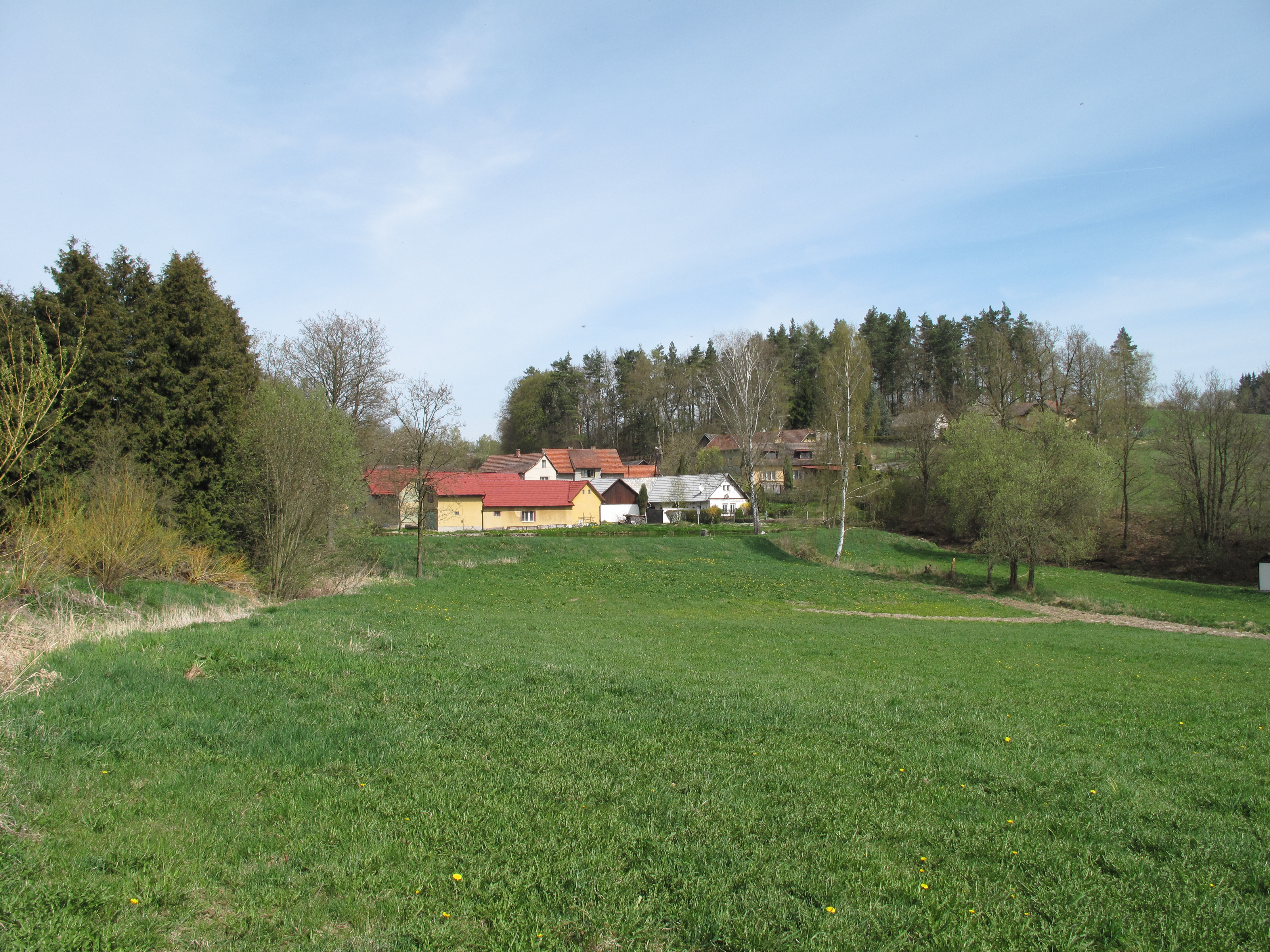
Domy
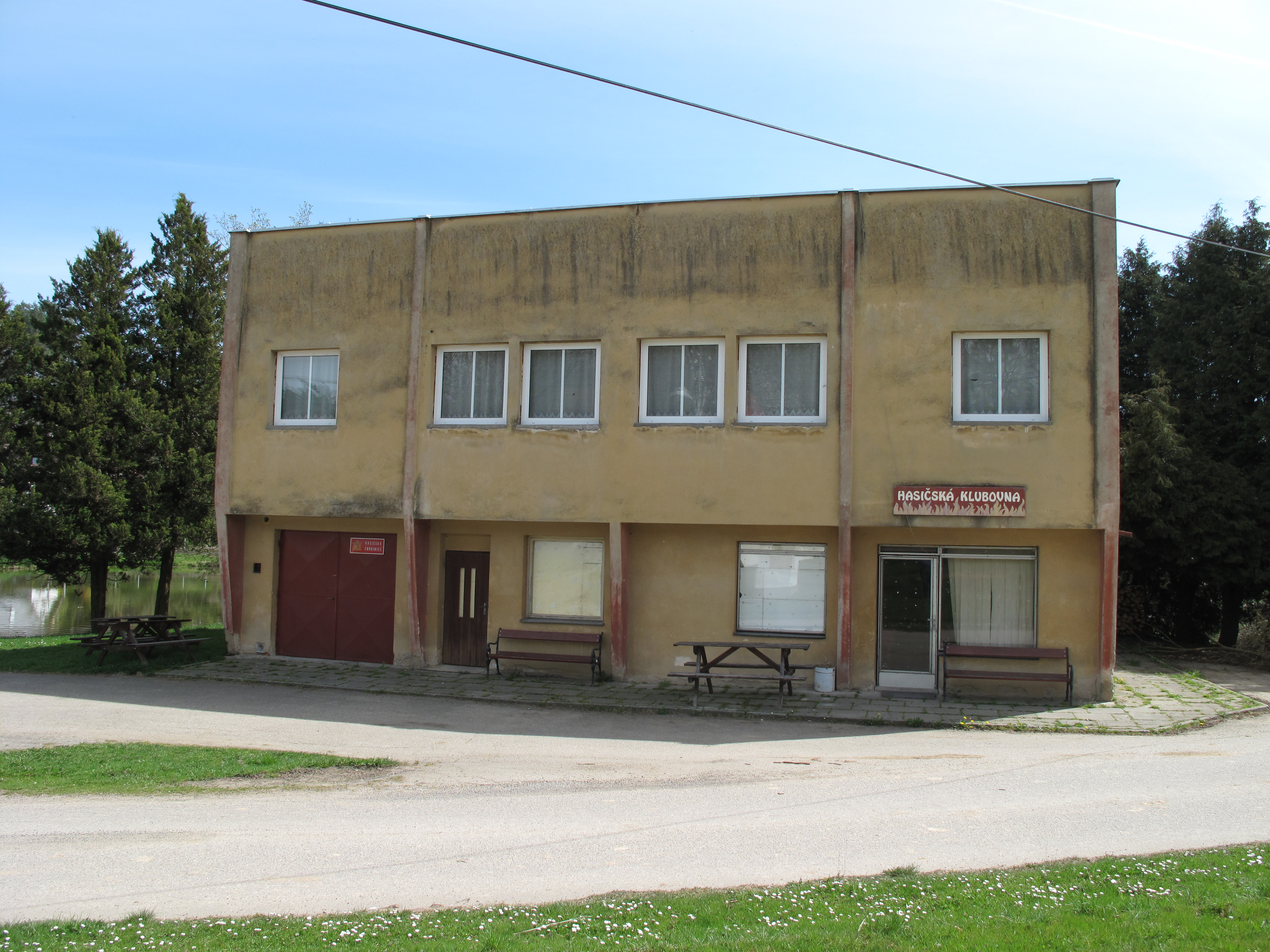
Požární zbrojnice